# Treron australis
Il piccione verde del Madagascar o colombo verde (Treron australis Linnaeus, 1771) è un uccello della famiglia dei Columbidi diffuso nel Madagascar.

## Tassonomia
Comprende le seguenti sottospecie:
- T. a. xenius Salomonsen, 1934 - Madagascar occidentale;
- T. a. australis (Linnaeus, 1771) - Madagascar orientale.